# Ла Вила-Фарнета (Арецо)
Ла Вила-Фарнета је насеље у Италији у округу Арецо, региону Тоскана.
Према процени из 2011. у насељу је живело 146 становника. Насеље се налази на надморској висини од 326 м.